# Robert McNamara
Pour les articles homonymes, voir McNamara.
Robert McNamara, né le 9 juin 1916 à San Francisco (Californie) et mort le 6 juillet 2009 à Washington, est un homme d'affaires et homme politique américain. Il a été secrétaire à la Défense de 1961 à 1968 sous les présidences Kennedy et Johnson, jouant un rôle majeur dans la conduite de la guerre du Viêt Nam, puis président de la Banque mondiale de 1968 à 1981.
Son mandat de secrétaire à la Défense, sur plus de sept ans, est le plus long de l’histoire politique des États-Unis.

## Biographie

### Jeunesse et formation
Robert Strange McNamara est né à San Francisco, de Robert James McNamara, directeur des ventes dans une société de vente en gros de chaussures, et de Clara Nell Strange, son épouse,,.
La famille de son père était irlandaise et a émigré aux États-Unis dans les années 1850, à la suite de la grande famine irlandaise, d’abord dans le Massachusetts puis en Californie. En 1933, il est diplômé du lycée de Piedmont (en), dans la ville de Piedmont, où il a notamment été président du Rigma Lions boys club et a atteint le grade de Eagle Scout. McNamara est ensuite étudiant à l’université de Californie à Berkeley dont il sort diplômé en 1937 avec un BA en économie, avec option en mathématiques et philosophie. Avant d’être incorporé dans l’armée de l’air, il a été élève-officier dans le bataillon « Golden Bear » de l’université de Berkeley. Il a ensuite été étudiant de la Harvard Business School, où il a obtenu un MBA en 1939.

### Armée de l'air
Après être rapidement monté en grade au sein de la hiérarchie militaire, Robert McNamara participe, sous les ordres du général LeMay, à la guerre du Pacifique et est considéré comme l'un des initiateurs, en 1945, du largage de bombes incendiaires sur l'archipel du Japon (100 000 morts en une nuit à Tokyo et 67 villes en grande partie détruites). Il quitte l'armée en 1946 avec le grade de lieutenant-colonel et obtient la Legion of Merit.
Il commence une nouvelle carrière la même année dans la Ford Motor Company.

### Ford
En novembre 1960, McNamara, considéré comme l'un des plus importants dirigeants d’entreprise du pays, devient, à l'âge de 44 ans, le premier président de la Ford Motor Company à ne pas être un membre de la famille.

### Secrétaire à la Défense
Après seulement cinq semaines à la direction de Ford, il est appelé au gouvernement par le président John F. Kennedy et devient alors secrétaire à la Défense des États-Unis,. On compte sur ses talents de gestionnaire pour maîtriser les militaires. Il fut donc aux côtés du président pour faire face à la crise des missiles de Cuba en 1962. Il s'oppose notamment aux militaires qui comme le général LeMay souhaitent profiter de la supériorité nucléaire américaine pour attaquer l'URSS. Reconstituant les forces conventionnelles des forces armées des États-Unis, il s'oppose à une défense antimissile balistique coûteuse et s'appuie sur la stratégie de la destruction mutuelle assurée afin d'assurer la dissuasion envers l'URSS.
C'est surtout durant la guerre du Viêt Nam que son rôle fut particulièrement important, d'abord sous Kennedy (1961-1963), puis sous Johnson (1963-1968). Celle-ci lui demande beaucoup de temps et d'énergie au ministère de la Défense des États-Unis. En 1964, il organise les incidents du golfe du Tonkin : les États-Unis simulent une attaque en mer contre leurs navires et en font porter la responsabilité aux Nord-Vietnamiens, permettant de justifier leur entrée en guerre. Sous Kennedy, il programme un retrait progressif des instructeurs militaires américains. Sous Johnson, il s'oppose aux militaires qui veulent sans cesse envoyer plus d'hommes ; dans ses entretiens avec le président, il cherche à désengager l'armée américaine. Mais cette position est contraire à celle du président Lyndon B. Johnson, qui souhaite prolonger une forte présence militaire au Viêt Nam. Son rôle durant la guerre du Viêt Nam reste controversé, puisque c'est sous son mandat qu'eurent lieu l'emploi de l'agent orange et l'opération Rolling Thunder. De plus en plus critiqué et doutant de plus en plus de la politique militaire américaine au Viêt Nam, McNamara remet sa démission en 1968.
En 1971, la publication par le Washington Post et le New York Times des Pentagon Papers, à la suite d’une fuite orchestrée par Daniel Ellsberg, montre que, dès 1966, le président Johnson et son secrétaire à la Défense savaient que la guerre du Viêt Nam ne pouvait pas être gagnée. Cette publication contribua, avec l'offensive du Têt, en février 1968, à faire basculer l'opinion américaine en faveur d'un retrait du Viêt Nam.

### Président de la Banque mondiale
Il est nommé président de la Banque mondiale par le président Johnson en 1968.
Selon lui, un lien direct existe entre la sécurité militaire et le développement économique. La guerre est une conséquence de l'augmentation des écarts de revenus entre les pays industrialisés et ceux en voie de développement.
L'une de ses premières actions en tant que président est de demander aux directeurs une liste de tous les projets qui doivent être entrepris, indépendamment des contraintes financières, politiques ou économiques. Cette liste est utilisée comme base de son premier plan de prêt sur cinq ans et, en septembre 1968, il propose aux gouverneurs (c'est-à-dire aux représentants de chaque pays membre), lors des réunions annuelles, de doubler le volume des prêts pendant les cinq années à venir. Le second plan quinquennal de McNamara, présenté en 1973, envisage une augmentation des prêts de 40 % par rapport au premier. Les engagements de la banque sont passés d'environ 1 milliard USD en 1968 à plus de 12 milliards USD en 1981. Il quitte la Banque mondiale en 1981, année où son épouse Marge décède. Il reste seul avec ses trois enfants.
Il se montre favorable au soutien économique à la dictature militaire brésilienne, malgré les réticences de certains cadres de l'institution qui constataient que cette politique renforçait les grands propriétaires et augmentait les inégalités[source insuffisante].

### Mea culpa
Il écrit en 1983 dans un article de Foreign affairs : « les armes nucléaires n'ont aucune espèce de but militaire. Elles sont totalement inutiles, sauf pour dissuader l'adversaire de les employer. (...) C'était déjà mon opinion au début des années 1960.  » Vers la fin de sa vie, en visite à Hanoï à l'invitation d'anciens dirigeants nord-vietnamiens, il comprit et réalisa (après discussions avec ses hôtes) que la guerre du Viêt Nam était une guerre d'indépendance et non une guerre idéologique, comme le pensait la politique américaine de l'époque.
En 1995, dans son livre The Tragedy and Lessons of Vietnam, il affirme que les décideurs américains au niveau fédéral « se sont trompés, terriblement trompés » en s'entêtant à poursuivre la guerre au Viêt Nam.
Dans le documentaire d'Errol Morris (The Fog of War, 2003), McNamara revient sur le bombardement incendiaire de Tokyo en mars 1945. Il révèle l'aveu de son chef Curtis LeMay : « Si nous avions perdu la guerre, nous aurions tous été poursuivis comme des criminels de guerre », et confirme : « Lui et moi, nous nous comportions comme des criminels de guerre ».

## Critiques
Dans son livre The Tragedy and Lessons of Vietnam, publié en français en 1995 sous le titre La Tragédie et les leçons du Viêt Nam, Robert McNamara écrit : « Je n'avais jamais été en Indochine. Je n'en connaissais ni l'histoire, ni la langue, ni la culture, ni les valeurs. Mes collègues et moi décidions du destin d'une région dont nous ignorions tout ». À propos de cet aveu d'incompétence, Serge Halimi, directeur du Monde diplomatique, relève ironiquement dans son essai politique Le Grand Bond en arrière (2004) qu'« une science aussi exceptionnellement myope débouchant toujours sur une récompense, Robert McNamara devint ensuite directeur de la Banque mondiale ».

## Anecdotes
Robert McNamara vint à Paris avec le président Kennedy ; le 1er juin 1961, il fut reçu à dîner à Matignon par le Premier ministre Michel Debré ; Mme Debré s'aperçut le lendemain que les couverts en vermeil dont McNamara s'était servi avaient disparu et les lui réclama ; celui-ci les restitua en disant qu'il avait l'habitude de prendre les couverts des maisons où il dînait en souvenir pour ses enfants.
En 1972, alors qu'il se rendait à Martha's Vineyard à bord d'un ferry, un homme le reconnut et tenta de le jeter à l'eau. Bien des années plus tard, l'homme confia à un journaliste écrivant sur McNamara qu'il avait agi ainsi afin de demander des « explications » sur le Viêt Nam à l'ancien secrétaire à la Défense. Malgré cela, McNamara refusa de poursuivre son agresseur.
Il est aussi représenté à la fin du jeu vidéo : Metal Gear Solid 3: Snake Eater et également dans Call of Duty: Black Ops.
Il siège dans les années 1990 au conseil d’administration du Washington Post.

## Œuvres
- Plaidoyer - Prévenir la guerre nucléaire, Paris, Hachette, 1988.  (ISBN 2010130588).
- (en) The Tragedy and Lessons of Vietnam[5], Time Books, 414 p[13] (publié en français en 1995 sous le titre La Tragédie et les leçons du Viêt Nam[1]).

## Citations au cinéma
Robert McNamara apparaît dans plusieurs films ou téléfilms à vocation historique ; l’acteur qui interprète son personnage est mentionné à la fin de chaque ligne :
- 2000 : Treize Jours, avec Dylan Baker ;
- 2002 : Sur le chemin de la guerre de John Frankenheimer, avec Alec Baldwin ;
- 2016 : L. B. Johnson, après Kennedy, avec Judd Lormand ;
- 2017 : Pentagon Papers de Steven Spielberg, avec Bruce Greenwood ;
- 2018 : Le Secret des Kennedy (titre anglais : Chappaquiddick), avec Clancy Brown.

### Documentation
- Hannah Arendt, Du mensonge à la violence, chapitre « Du mensonge en politique. Réflexion sur les documents du Pentagone » 1969. McNamara est cité pour son action visant à déterminer les causes des erreurs de l'administration américaine dans la guerre du Vietnam.

- The Fog of War, documentaire d'Errol Morris, sorti en 2003 (Oscar du meilleur documentaire en 2004), sur sa vie au cœur de la guerre froide et surtout de la guerre du Viêt Nam.